# Consolidated TBY Sea Wolf
Consolidated TBY Sea Wolf byl jednomotorový torpédový bombardér, vyvinutý pro americké námořnictvo v době druhé světové války. Consolidated TBY byl konkurenčním projektem úspěšného typu Grumman TBF Avenger. Jeho vývoj se však neustále protahoval a nikdy nebyl nasazen v boji. Do konce války bylo vyrobeno pouze 180 sériových kusů.

## Vývoj

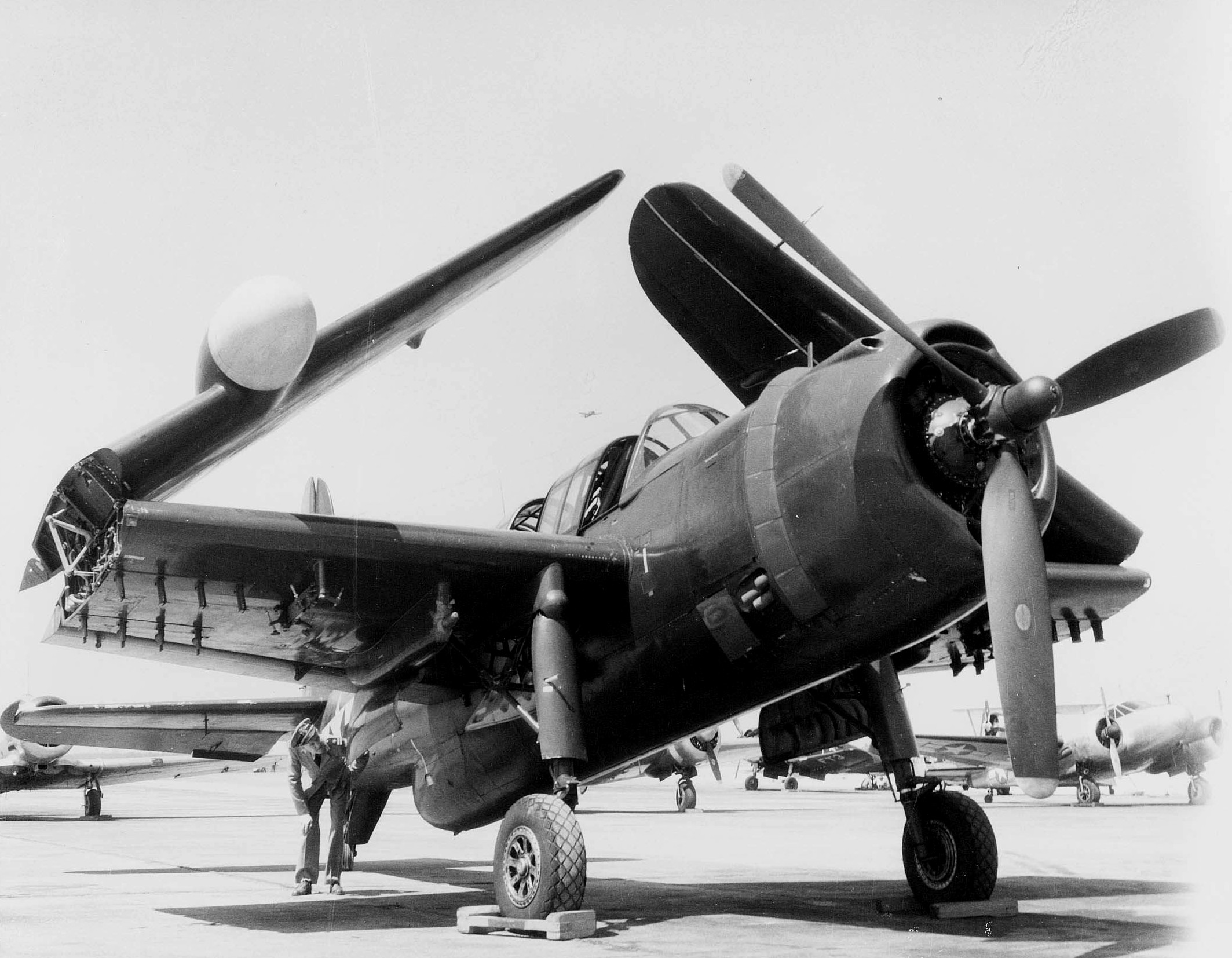
Consolidated TBY-2 US Navy, 1945

Projekt letounu TBY původně nepocházel z dílny Consolidated Aircraft, ale vyvinula ho firma Vought. Byl vyvíjen od roku 1939 na základě požadavku US Navy jako XTBU-1 Sea Wolf. První třímístný prototyp vzlétl dva týdny po útoku na Pearl Harbor a jeho výkony byly lepší než u konkurenčního TBF Avenger. Výzbroj se skládala z jednoho pevného kulometu M2 Browning ráže 12,7 mm v trupu, jednoho pohyblivého kulometu stejné ráže v motoricky poháněné věži na konci kabiny a jednoho kulometu ráže 7,62 mm v prosazení spodní části trupu za pumovnicí. Pohon zajišťoval hvězdicový motor Pratt & Whitney R-2800-20 o maximálním výkonu 1470 kW s třílistou automatickou vrtulí. Americké námořnictvo proto urychleně objednalo výrobu 1000 kusů.
Pak ale projekt nabral zpoždění. Prototyp totiž byl poškozen při nouzovém přistání a když byl o měsíc později opraven, srazil se s cvičným letounem a musel být opět opravován. Když byly opravy ukončeny, prošel TBY úspěšně testy US Navy a byl přijat do služby. Továrna Vought však byla v té době už přetížena výrobou jiných týpů - především stíhačky Vought F4U Corsair a její kapacita byla zcela vyčerpána. Bylo rozhodnuto, že výrobu typu TBY převezme továrna Consolidated-Vultee. Muselo se ale počkat, než bude dokončena její nová továrna v Allentownu v Pensylvánii, což se stalo až v roce 1943.
Společnost Consolidated upravila v součinnosti s Voughtem konstrukci pro podmínky velkosériové výroby. Výzbroj se nyní skládala ze tří pevných kulometů ráže 12,7 mm a letoun obdržel pancéřování kokpitu a palivových nádrží.

## Nasazení
Sériové TBY byly vybaveny radarem, umístěným pod pravou polovinou křídla. První z nich vzlétl 20. srpna 1944.[zdroj⁠?!] V té době však již všechny squadrony torpédových bombardérů používaly typ TBF a zavádět další typ bylo zbytečné. Do porážky Japonska nebyl žádný TBY bojově nasazen a poté byl celý projekt zrušen.

## Specifikace

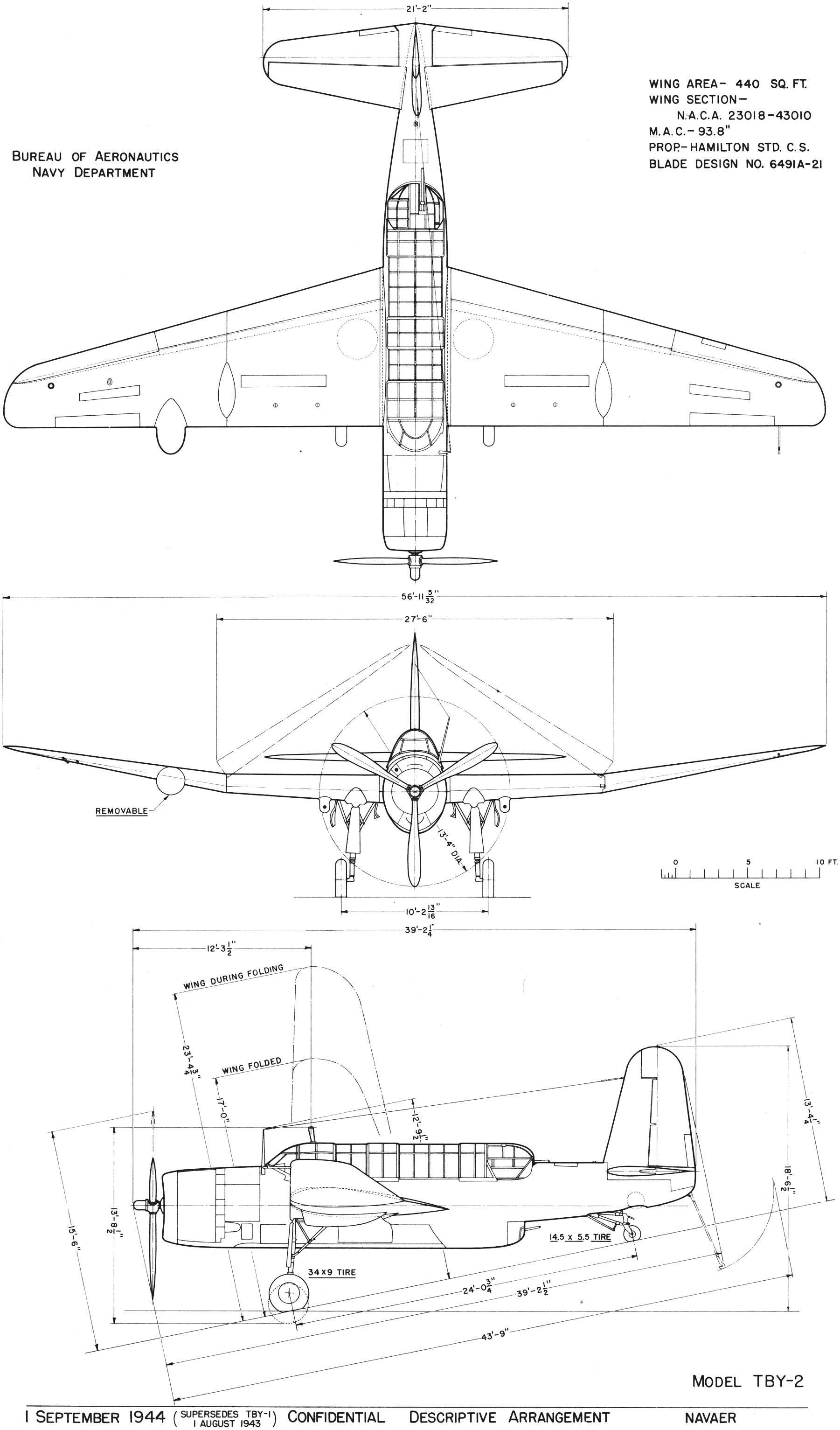
Třípohledový nákres TBY-2

Údaje dle

### Technické údaje
- Rozpětí: 17,36 m
- Délka: 11,96 m
- Výška: 4,73 m
- Nosná plocha: 40,88 m²
- Hmotnost prázdného letounu: 5 004 kg
- Vzletová hmotnost: 7 223
- Max. vzletová hmotnost: 8393 kg
- Pohonná jednotka: 1× hvězdicový motor Pratt & Whitney R-2800-20 Double Wasp
  - Výkon motoru: 2 000 k (1 470 kW)

### Výkony
- Maximální rychlost ve výšce 3 965 m: 492 km/h
- Maximální rychlost u hladiny moře: 471 km/h
- Cestovní rychlost: 270 km/h
- Přistávací rychlost: 129 km/h
- Stoupavost u země: 8,7 m/s
- Dolet (maximální, s torpédem): 2422 km
- Dostup: 8296 m

### Výzbroj
- 1× synchronizovaný kulomet M2 Browning  ráže 12,7 mm v krytu motoru
- 2× kulomet ráže 12,7 mm v křídlech
- 1× kulomet ráže 12,7 mm v hřbetní věži
- 1× kulomet ráže 7,62 mm ve spodní věži
- nejméně 907 kg bomb či torpédo